# مكاحيل (مقام لنجة)
مکاحیل (بالفارسية: مکاحیل) هي قرية تقع في إيران في بلدة شيبكوه. يقدر عدد سكانها بـ 95 نسمة .